# Malměřice

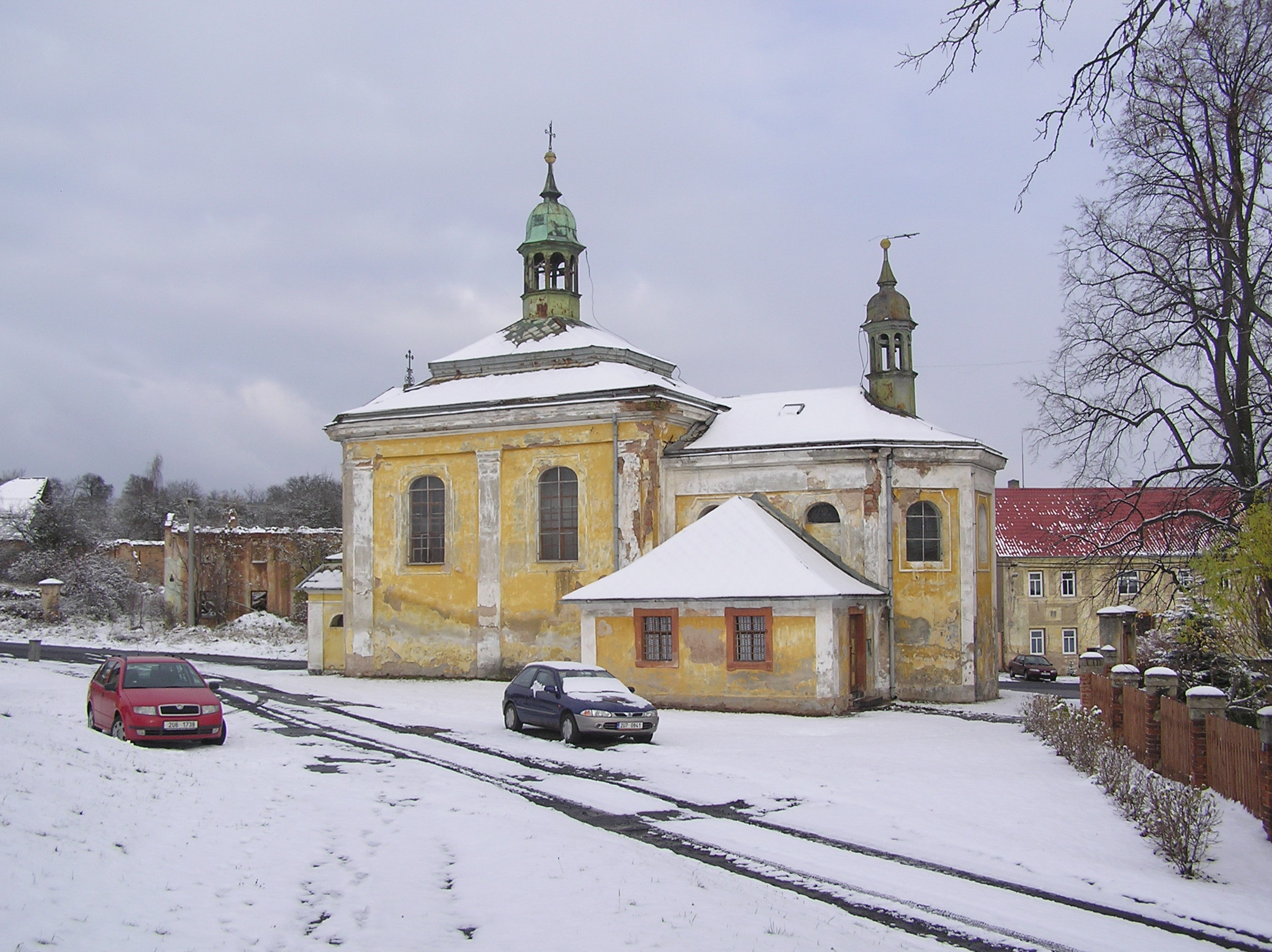
Katholische Kirche in Malměřice

Malměřice (deutsch Alberitz) ist ein Ortsteil der Gemeinde Blatno u Podbořan im Okres Louny in Tschechien.

## Geografische Lage
Malměřice liegt etwa 2,5 km nördlich von Blatno. Durch den Ort verläuft die Bahnstrecke Rakovník–Bečov nad Teplou.

## Geschichte
Von 1938/39 bis Mai 1945 lag Alberitz als Ortsteil der Gemeinde Pladen im Reichsgau Sudetenland, Landkreis Luditz, Regierungsbezirk Eger. Hier lebten im Jahre 1940 300 Einwohner.